# بولبردي
بولبردي (بالصومالية: buulobarde)‏ أو (بولبرتي) أو (بولوبوردي) هي مدينة في محافظة هيران بوسط الصومال.

## نظرة عامة
تقع بلدة بولبردي على ضفاف نهر شبيلي بالقرب من بلدة جلالقسي، وهي مركز منطقة بولبردي .
في مارس 2014 استولت القوات المسلحة الصومالية بمساعدة قوات بعثة الاتحاد الأفريقي ، على المدينة بعد طردها حركة الشباب التي سيطرت على المدينة لخمس سنوات. في عملية عسكرية شنتها قوات التحالف لطرد الجماعة المتمردة من المناطق المتبقية في جنوب الصومال الخاضعة لسيطرتها.

## التركيبة السكانية
يبلغ عدد سكان بولبردي حوالي 20500 نسمة.  في حين يصل عدد سكان منطقة بولبردي (البلدة والقرى المحيطة بها) إلى 210120 نسمة. 